# 마카오의 사형제
마카오는 1976년 포르투갈 정부가 사형을 폐지한 뒤, 마카오도 사형을 폐지했다. 마카오형법 제39조에 따르면 사형을 금지하거나 항구적, 무기한 또는 기간불확실한 자유를 박탈하는 형벌이나 보안처분을 할 수 없기 때문에 마카오에도 사형, 종신형이 없다. 마카오의 법정최고형은 징역30년이다.

## 같이 보기
- 홍콩의 사형제
- 중화인민공화국의 사형제
- 중화민국의 사형제